# Johann Elert Bode

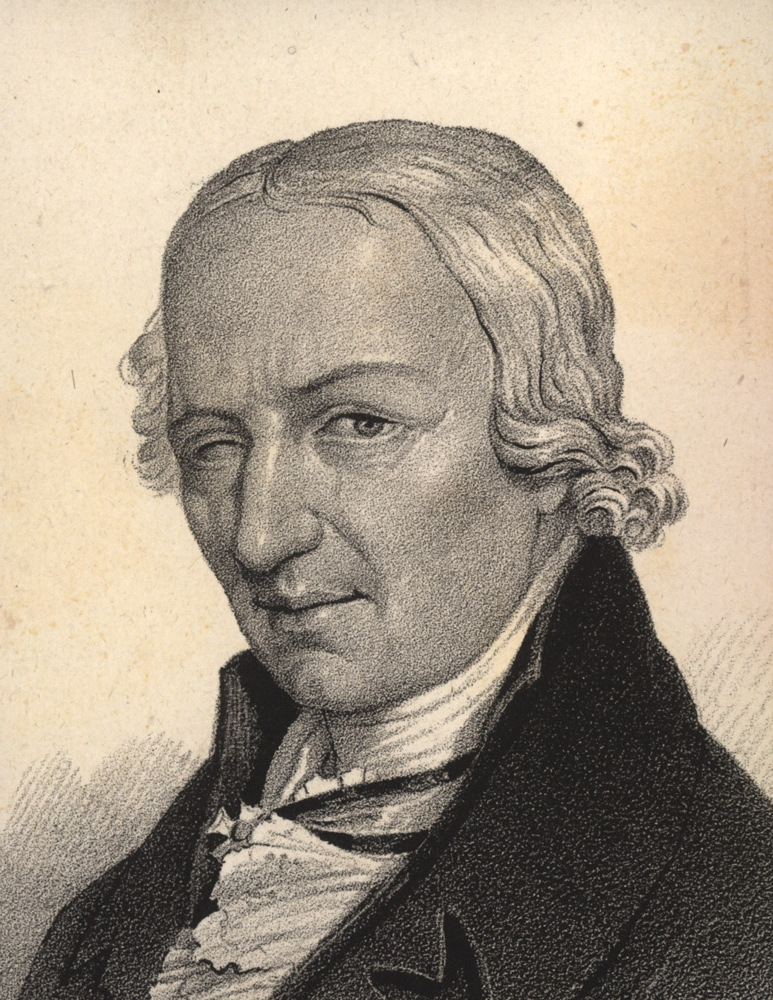
Johann Elert Bode

Johann Elert Bode (Hamburg, 19 januari 1747 – Berlijn, 23 november 1826) was een Duitse astronoom. Hij was directeur van de sterrenwacht van de Pruisische Academie van Wetenschappen in Berlijn.

## Wet van Titius-Bode
Johann Elert Bode is de medebedenker samen met Johann Daniel Titius van de Wet van Titius-Bode, die bij benadering de afstand van de planeten tot de zon weergeeft in astronomische eenheid (AE).

## Bode's vierdeepskyobjecten
Johann Elert Bode ontdekte vier deepsky objecten. Twee ervan zijn sterrenstelsels: NGC 3031 (Messier 81, het Bodestelsel) en NGC 3034 (Messier 82). De twee andere zijn bolvormige sterrenhopen: NGC 5024 (Messier 53) en NGC 6341 (Messier 92).
- Bibsys: 99006971
- Biblioteca Nacional de España: XX1612718
- Bibliothèque nationale de France: cb104634498 (data)
- CiNii: DA12718184
- Gemeinsame Normdatei: 116215372
- International Standard Name Identifier: 0000 0001 0884 5321
- Library of Congress Control Number: n88643409
- Mathematics Genealogy Project: 127710
- Nationale Bibliotheek van Tsjechië: xx0085432
- Nationale Bibliotheek van Israël: 987007258860005171
- Nationale Bibliotheek van Polen: a0000002417813
- Nationale en Universitaire bibliotheek Zagreb: 000109923
- Nederlandse Thesaurus van Auteursnamen: 070660069
- Réseau des bibliothèques de Suisse occidentale: 02-A003017398
- Istituto Centrale per il Catalogo Unico: TSAV159222
- SNAC: w6h99w2n
- Système universitaire de documentation: 066865239
- Virtual International Authority File: 31986104
- WorldCat: E39PBJcGpyJWrFDXC8BKqH97HC